# Municipio de Monroe (condado de Miami)
El municipio de Monroe (en inglés: Monroe Township) es un municipio ubicado en el condado de Miami en el estado estadounidense de Ohio. En el año 2010 tenía una población de 15 553 habitantes y una densidad poblacional de 195,41 personas por km².

## Geografía
El municipio de Monroe se encuentra ubicado en las coordenadas 39°57′23″N 84°12′59″O / 39.95639, -84.21639. Según la Oficina del Censo de los Estados Unidos, el municipio tiene una superficie total de 79.59 km², de la cual 78,68 km² corresponden a tierra firme y (1,14 %) 0,91 km² es agua.

## Demografía
Según el censo de 2010, había 15 553 personas residiendo en el municipio de Monroe. La densidad de población era de 195,41 hab./km². De los 15 553 habitantes, el municipio de Monroe estaba compuesto por el 96,39 % blancos, el 0,61 % eran afroamericanos, el 0,17 % eran amerindios, el 1,19 % eran asiáticos, el 0,5 % eran de otras razas y el 1,14 % eran de una mezcla de razas. Del total de la población el 1,31 % eran hispanos o latinos de cualquier raza.